# Rin Usami
Rin Usami (?, 宇佐見 りん, Usami Rin; Numazu, 16 maggio 1999) è una scrittrice giapponese.

## Biografia
Nata a Numazu, Prefettura di Shizuoka, il 16 maggio 1999, ha esordito nella narrativa ancora studentessa, nel 1999, con il romanzo Addio mamma ottenendo i premi Bungei e Mishima Yukio (la più giovane vincitrice del riconoscimento).
Con il secondo romanzo, Il mio idolo in fiamme, sul fenomeno della Oshikatsu, ossia la totale devozione ad un idolo, ha vinto il prestigioso Premio Akutagawa.

## Opere (parziale)

### Romanzi
- Addio mamma (Kaka, 2019), Roma, Atmosphere libri, 2021 traduzione di Daniela Guarino ISBN 978-88-6564-376-1.
- Il mio idolo in fiamme (Oshi, Moyu, 2020), Roma, edizioni E/O, 2024 traduzione di Gianluca Coci ISBN 978-88-335-7735-7.

## Premi e riconoscimenti

### Vincitrice
Premio Bungei
- 2019 con Addio mamma[4]

Premio Mishima Yukio
- 2020 con Addio mamma[5]

Premio Akutagawa
- 2020 con Il mio idolo in fiamme[6]